# Glyptomorpha gracilis
Glyptomorpha gracilis är en stekelart som först beskrevs av Gyöö Viktor Szépligeti 1901.  Glyptomorpha gracilis ingår i släktet Glyptomorpha och familjen bracksteklar. Arten är reproducerande i Sverige. Inga underarter finns listade i Catalogue of Life.